# Самоткань (річка)
Самотка́нь — річка в Україні, в межах Кам'янського району Дніпропетровської області. Права притока Дніпра (басейн Чорного моря).

## Опис
Довжина — 42 км (за іншими даними — 35 км), площа басейну — 339 км². Долина коритоподібна, завширшки до 1—1,5 км, завглибшки до 50 м. Річище слабозвивисте, завширшки до 5 м. Заплава в середній течії місцями заболочена. Похил річки 1,1 м/км. Споруджено кілька ставків.

## Розташування
Витоки розташовані на захід від села Вільні Хутори (на північ від міста Вільногірська). Тече спершу на схід, далі — переважно на північний схід. Впадає до Дніпра у північно-західній частині міста Верхньодніпровська.
У басейні річки є 48 балок і вибалків завдовжки до 186 км.

## Притоки
- Балка Рибкіна, Балка Осиковата (праві).

## Цікаві факти
- У 1953 р. відкрите Самотканське родовище з покладами титано-цирконієвих розсипів. У верхів'ї Самоткані (в місті Вільногірську) існує гірничозбагачувальний комбінат.
- Гирло Самоткані розташоване нижче за рівень Кам'янського водосховища, тому для подачі води у Дніпро побудоване Першотравенське водосховище, що має відвідний канал до Дніпра.
- При гирлі річки розташований давній «Римський ліс».

## Походження назви
* Скіфська версія: іранське «Асма хан» — «кам'яний колодязь»[джерело?].
* Слов'янське слово за Бопланом «самокань» означало «зволожена місцевість»[джерело?].
* На річці здавна сіяли коноплю і ткали, тому назва може походити від словосполучення «сами-ткали»[джерело?].

## Населені пункти над річкою
При гирлі розташоване давнє козацьке селище Пушкарівка, а також місто Верхньодніпровськ.
Біля верхів'їв Самоткані — місто Вільногірськ.